# Шарарам
«Шарарам» («Шарарам в Стране Смешариков») — браузерная и клиентская игра, детская MMORPG на основе flash-анимации, созданная на основе мультипликационного сериала «Смешарики», и базирующаяся на одноимённом интернет-портале. Разработана в 2007—2008 годах ООО «Новые Медиа» при поддержке оператора связи «МегаФон» и иных спонсоров.
Игра официально была выпущена 14 января 2009 года. С того момента и до конца 2020 игра работала исключительно на Flash, однако в связи с прекращением поддержки платформы, с 12 января 2021 года в браузере перешла на платформу «Unity». При этом, из-за недостатка финансирования, переход состоялся лишь частичный, а полная версия игры, с поддержкой Flash, осталась доступна только в клиенте, предлагаемом к скачиванию на сайте игры.
По официальным данным, одновременный онлайн в «Шарараме» варьируется от 1000 до 3420 игроков (2020 год). По данным, актуальным на 2018 год, суммированная посещаемость портала, расположенного на двух доменах, составляет 80—115 тыс. уникальных посетителей в день.
За десять лет существования «Шарарама» выпущено более 300 квестов, около 100 мини-игр, нарисовано свыше 100 локаций. Зарегистрировано более 70 млн. человек.
С 2012 по 2017 год существовала англоязычная версия игры «RolyPolyLand», но она не пользовалась большой популярностью, поэтому была закрыта. Также планировался выход RolyPolyLand на испанском языке для игроков из Испании и стран Латинской Америки.
8 февраля 2017 года в Google Play и App Store появилась бета-версия мобильного клиента для Шарарама под названием «Шарарам в Стране Смешариков», разработанного ООО «Новые Медиа», но 11 февраля того же года клиент был удалён из всех магазинов.

## История
С лета по 28 декабря 2008 года проходил бета-тест игры «Шарарам в Стране Смешариков». С 14 января 2009 игра стала доступна для всех желающих. 21 ноября 2016 года стал доступен для скачивания лаунчер Шарарама на компьютеры под управлением Windows, а со 2 февраля 2021 года — macOS.
В 2010 году «Шарарам в Стране Смешариков» был награжден премией «Золотой медвежонок» в номинации «Интернет-проект года». 3 декабря 2020 года «Шарарам» стал лауреатом «Премии Рунета».